# Licia Ronzulli
Licia Ronzulli (n. 14 septembrie 1975, Milano, Italia) este o politiciană italiană, membră a partidului Poporul pentru Libertate. A fost aleasă europarlamentar în 2009. Ea a făcut campanie, în felul său, pentru dreptul femeilor de a reconcilia viața privată și profesională venind în Parlamentul European, însoțită de fiica ei încă tânără.
1. ↑   http://www.senato.it/leg/18/BGT/Schede/Attsen/00032707.htm Lipsește sau este vid: |title= (ajutor)
2. ↑  Deputații în Parlamentul European